# جنبش ویسی
جنبش ویسی (به زبان تاتاری: Wäisilär xäräkäte، تلفظ: وَیسیلَر خَرَکَته) جنبشی دینی، اجتماعی و سیاسی در تاتارستان یکی از بخش‌های روسیه بود که در اواخر سده ۱۹ و در سده ۲۰ میلادی روی داد.
این جنبش عناصر طبقاتی و ناسیونالیسم را با هم درآمیخت. پایه‌گذار اولیه این جنبش بهاءالدین ویسیف بود. این جنبش محبوبیت وسیعی در میان کشاورزان، صنعتگران و خرده بورژوای تاتار داشت بعد از دستگیری بهاءالدین در ۱۸۸۴، تعداد اعضا کاهش پیدا نکرد. در ۱۹۰۸ نزدیک به ۱۵٬۰۰۰ طرفدار در قازان و برخی از دولت‌های آسیای مرکزی داشت.
در ۱۸۹۳ بهاءالدین در حبس درگذشت و پسرش گاینان رهبری جنبش را در دست گرفت.
اعضای این جنبش پس از ۱۹۰۵-۱۹۰۷ زیاد شدند و این جنبش نوسازی شد و به عنوان سوسیالیسم اسلامی تغییر نام داد. بعد از انقلاب اکتبر ۱۹۱۷ پیروان این جنبش از حکومت شوروی حمایت کردند. در ۲۸ فوریه ۱۹۱۸ گاینان به وسیلهٔ یک شخصی ناشناس ترور شد در نهایت در دهه دهه ۱۹۳۰ در طول برنامه پاک‌سازی بزرگ این جنبش از بین رفت.